# Canton de Marvejols
Le canton de Marvejols est une circonscription électorale française située dans le département de la Lozère et la région Occitanie.

## Représentation
Sources : Annuaires du département de la Lozère. https://gallica.bnf.fr/ark:/12148/cb326955871/date

### Conseillers généraux de 1833 à 2015
| Période | Période      | Identité                                                    | Étiquette                      | Qualité |
| ------- | ------------ | ----------------------------------------------------------- | ------------------------------ | --- |
| 1833    | 1847 (décès) | Antoine-Simon de Chapel d'Espinassoux                       | Majorité ministérielle         | Président du Tribunal de Marvejols Député (1830-1831)                                                                                   |
| 1847    | 1852         | Achille-Xavier de Chapel d'Espinassoux (frère du précédent) |                                | Négociant à Marvejols, ancien magistrat                                                                                                 |
| 1852    | 1883         | Antoine-Marie-Henri de Chapel d'Espinassoux (1817-1885)     | Droite                         | Manufacturier, propriétaire à Marvejols                                                                                                 |
| 1883    | 1893 (décès) | Jules Daudé (1830-1893)                                     | Républicain                    | Docteur en médecine Maire de Marvejols (1881-1888 et 1892-1893)                                                                         |
| 1893    | 1895         | Noël Auricoste                                              | Républicain                    | Professeur puis chef de division à la Préfecture Député (1893-1898)                                                                     |
| 1895    | 1908 (décès) | Victor Cordesse (1855-1908)                                 | Droite                         | Avocat - Maire de Marvejols (1896-1904)                                                                                                 |
| 1908    | 1930 (décès) | Joseph Bonnet de Paillerets                                 | Act.lib. puis URD              | Avocat Député (1919-1928) Sénateur (1928-1930) Maire de Marvejols (1907-1920)                                                           |
| 1930    | 1940         | Jean Roujon (1886-1952)                                     | Républicain Démocrate puis PSF | Maire de Marvejols (1925-1944) Membre de la Commission administrative départementale (1941-1942) Nommé conseiller départemental en 1942 |
|         |              |                                                             |                                | |
| 1945    | 1952 (décès) | Jean Roujon                                                 | DVD                            | Maire de Marvejols (1947-1951) Président du Conseil Général (1945-1951)                                                                 |
| 1953    | 1985 (décès) | Jules Roujon (fils du précédent)                            | RI puis UDF                    | Industriel Sénateur (1973-1985) Maire de Marvejols (1965-1971 et 1983-1985)                                                             |
| 1985    | 2015         | Jean Roujon (fils du précédent)                             | RPR puis UMP                   | Maire de Marvejols (1995-2014) Président de la Communauté de communes du Gévaudan (2001-2014)                                           |

### Conseillers d'arrondissement (de 1833 à 1940)
Le canton de Marvejols appartenait à l'arrondissement de Marvejols jusqu'à sa disparition en 1926.
| Période                                  | Période             | Identité                                 | Étiquette               | Qualité |
| ---------------------------------------- | ------------------- | ---------------------------------------- | ----------------------- | --- |
| 1833                                     | 1835 (décès)        | Louis François Joseph Sevène (1784-1835) |                         | Juge d'instruction à Marvejols                                                                              |
| 1835                                     | 1855 (décès)        | Antoine François Talansier (1783-1855)   |                         | Négociant à Marvejols                                                                                       |
| 1855                                     | 1894 (annulation)   | Camille Talansier (1834-1906)            |                         | Filateur à Marvejols, Président du Conseil d'arrondissement                                                 |
| 1895                                     | 1898                | Pierre Crespin                           |                         | Négociant et agriculteur à Marvejols                                                                        |
| 1898                                     | 1906 (décès)        | Camille Talansier                        |                         | Filateur à Marvejols                                                                                        |
| 1906                                     | 1919                | Louis Talansier (1860-1937)              |                         | Manufacturier (filateur) à Marvejols                                                                        |
| 1919                                     | 1928                | Ernest Boulet                            |                         | Maire de Javols                                                                                             |
| 1928                                     | 1934                | Alexis-Paulin Ollier                     | Droite                  | Industriel, secrétaire de la société de secours mutuels des ouvriers réunis, Marvejols                      |
| 1934                                     | 8 Août 1938 (décès) | Joseph Chaudesaygues (1874-1938)         | URD                     | Négociant en bois à Marvejols                                                                               |
| 12 septembre 1938                        | 1940                | René Talansier                           | Républicain indépendant | Agriculteur à Marvejols                                                                                     |
| 1940                                     |                     |                                          |                         | Les conseils d'arrondissement ont été suspendus par la loi du 12 octobre 1940 et n'ont jamais été réactivés |
| Les données manquantes sont à compléter. |                     |                                          |                         | |

### Conseillers départementaux à partir de 2015
| Période élective | Période élective | Mandat | Mandat   | Identité         | Nuance | Nuance | Qualité                                                             |
| ---------------- | ---------------- | ------ | -------- | ---------------- | ------ | ------ | ------------------------------------------------------------------- |
| 2015             | 2021             | 2015   | 2021     | Patricia Brémond |        | DVG    | Exploitante, Maire de Grèzes                                        |
| 2015             | 2021             | 2015   | 2021     | Bernard Durand   |        | DVG    | Agent d'assurances, Marvejols                                       |
| 2021             | 2028             | 2021   | en cours | Patricia Brémond |        | DVG    | Conseillère sortante, 2ème Vice-Présidente du conseil départemental |
| 2021             | 2028             | 2021   | en cours | Gilbert Fontugne |        | DVG    | Ancien cadre, maire d'Antrenas                                      |

### Résultats détaillés

#### Élections de mars 2015
À l'issue du 1er tour des élections départementales de 2015, deux binômes sont en ballottage : Nathalie Bonnal et Jean Roujon (DVD, 33,14 %) et Patricia Brémond et Bernard Durand (SE, 23,35 %). Le taux de participation est de 63,96 % (2 737 votants sur 4 279 inscrits) contre 66,11 % au niveau départemental et 50,17 % au niveau national.
Au second tour, Patricia Brémond et Bernard Durand (SE) sont élus avec 53,49 % des suffrages exprimés et un taux de participation de 62,84 % (1 241 voix pour 2 689 votants et 4 279 inscrits).
Patricia Brémond et Bernard Durand ont rejoint la majorité de gauche dirigée par la présidente du Conseil départemental, Sophie Pantel (DVG).

#### Élections de juin 2021
Le premier tour des élections départementales de 2021 est marqué par un très faible taux de participation (33,26 % au niveau national). Dans le canton de Marvejols, ce taux de participation est de 46,38 % (1 879 votants sur 4 051 inscrits) contre 48,91 % au niveau départemental. À l'issue de ce premier tour, deux binômes sont en ballottage : Patricia Bremond et Gilbert Fontugne (DVG, 56,3 %) et Corine Castarede et Paul de Las Cases (DVD, 43,7 %).
Le second tour des élections est marqué une nouvelle fois par une abstention massive équivalente au premier tour. Les taux de participation sont de 34,36 % au niveau national, 50,49 % dans le département et 49,27 % dans le canton de Marvejols. Patricia Bremond et Gilbert Fontugne (DVG) sont élus avec 53,11 % des suffrages exprimés (1 007 voix pour 1 995 votants et 4 049 inscrits),,.

## Composition

### Composition avant 2015

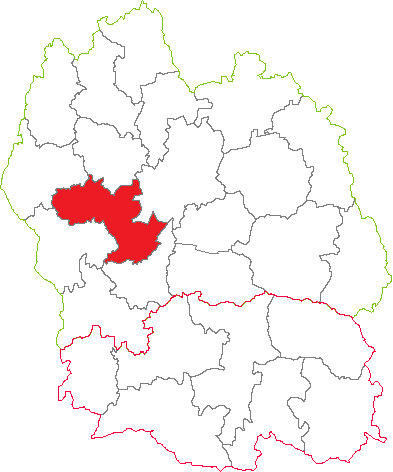
Situation du canton de Marvejols dans le département de la Lozère avant 2015.

Le canton de Marvejols regroupait 11 communes.
| Nom                    | Code Insee | Codepostal | Superficie (km2) | Population (dernière pop. légale) | Densité (hab./km2) |
| ---------------------- | ---------- | ---------- | ---------------- | --------------------------------- | ------------------ |
| Marvejols (chef-lieu)  | 48092      | 48100      | 12,45            | 4 950 (2012)                      | 398                |
| Antrenas               | 48005      | 48100      | 17,55            | 336 (2012)                        | 19                 |
| Le Buisson             | 48032      | 48100      | 24,45            | 238 (2012)                        | 9,7                |
| Gabrias                | 48068      | 48100      | 20,65            | 147 (2012)                        | 7,1                |
| Grèzes                 | 48072      | 48100      | 16,21            | 190 (2012)                        | 12                 |
| Montrodat              | 48103      | 48100      | 20,65            | 1 214 (2012)                      | 59                 |
| Palhers                | 48107      | 48100      | 8,59             | 203 (2012)                        | 24                 |
| Recoules-de-Fumas      | 48124      | 48100      | 9,77             | 95 (2012)                         | 9,7                |
| Saint-Bonnet-de-Chirac | 48138      | 48100      | 7,68             | 69 (2012)                         | 9                  |
| Saint-Laurent-de-Muret | 48165      | 48100      | 46,04            | 184 (2012)                        | 4                  |
| Saint-Léger-de-Peyre   | 48168      | 48100      | 27,35            | 178 (2012)                        | 6,5                |

### Composition depuis 2015
À la suite du redécoupage cantonal de 2014, les limites territoriales du canton sont remaniées. Le nombre de communes du canton passe de 11 à 7.
Les communes du Buisson et de Saint-Laurent-de-Muret rejoignent le canton d'Aumont-Aubrac. Celles de Gabrias, Grèzes, Montrodat, Palhers et Saint-Bonnet-de-Chirac, celui de Chirac. Les communes restantes d'Antrenas, Marvejols, Recoules-de-Fumas et Saint-Léger-de-Peyre sont rejointes par Lachamp, Ribennes et Servières.
Le 1er janvier 2019, Servières fusionne au sein de la commune nouvelle de Monts-de-Randon et Lachamp et Ribennes fusionnent pour former Lachamp-Ribennes. Un décret du 5 mars 2020 entérine cette composition et décide du complet rattachement de Monts-de-Randon au canton de Saint-Alban-sur-Limagnole. Le canton compte désormais cinq communes entières.
| Nom                               | Code Insee | Intercommunalité      | Superficie (km2) | Population (dernière pop. légale) | Densité (hab./km2) | Modifier                                    |
| --------------------------------- | ---------- | --------------------- | ---------------- | --------------------------------- | ------------------ | ------------------------------------------- |
| Marvejols (bureau centralisateur) | 48092      | CC du Gévaudan        | 12,45            | 4 752 (2022)                      | 382                | modifier les données · modifier les données |
| Antrenas                          | 48005      | CC du Gévaudan        | 17,55            | 330 (2022)                        | 19                 | modifier les données · modifier les données |
| Lachamp-Ribennes                  | 48126      | CC Randon - Margeride | 50,86            | 375 (2022)                        | 7,4                | modifier les données · modifier les données |
| Recoules-de-Fumas                 | 48124      | CC du Gévaudan        | 9,77             | 99 (2022)                         | 10                 | modifier les données · modifier les données |
| Saint-Léger-de-Peyre              | 48168      | CC du Gévaudan        | 27,35            | 188 (2022)                        | 6,9                | modifier les données · modifier les données |
| Canton de Marvejols               | 4808       |                       | 137,36           | 5 744 (2022)                      | 42                 | modifier les données                        |

## Démographie

### Démographie avant 2015
| 1962  | 1968  | 1975  | 1982  | 1990  | 1999  | 2006  | 2011  | 2012  |
| ----- | ----- | ----- | ----- | ----- | ----- | ----- | ----- | ----- |
| 6 368 | 6 399 | 7 408 | 8 016 | 7 989 | 8 028 | 7 879 | 7 809 | 7 804 |

### Démographie depuis 2015
En 2022, le canton comptait 5 744 habitants, en évolution de −2,99 % par rapport à 2016 (Lozère : +0,11 %, France hors Mayotte : +2,11 %).
| 2013  | 2018  | 2022  |
| ----- | ----- | ----- |
| 6 033 | 5 810 | 5 744 |